# ピンドン
ピンドン（Pindone）とは農薬として使われる抗凝固薬である。ラット、ウサギの個体群を管理するための殺鼠剤として広く使われている。
薬理学的なアナログにワルファリンがあり、ビタミンK依存血液凝固因子の合成を阻害する。